# Sarah Akanji
Pour les articles homonymes, voir Akanji.
Sarah Akanji est une footballeuse et une personnalité politique suisse (binationale suisso-nigériane), membre du parti socialiste, née le 23 mai 1993 à Neftenbach. 
Elle siège au Conseil cantonal de Zurich de 2019 à 2023.

## Biographie

### Origines et famille
Sarah Akanji naît le 23 mai 1993 à Neftenbach, dans le canton de Zurich,. Ses parents se rencontrent en 1980 aux États-Unis : son père, nigérian et footballeur amateur, étudiait l'économie à Boston et sa mère, suissesse et joueuse de volleyball, y faisait un voyage au terme de son apprentissage à La Poste. Ils emménagent en Suisse en 1982. Son père y travaille dans le domaine de la finance.   
Elle a une sœur aînée, Michelle Akanji, éditrice culturelle à Zurich et auteur en 2019 d'un reportage radio primé sur leur père,, et un frère cadet, le footballeur Manuel Akanji.   
Elle possède les nationalités suisse et nigériane.  

### Enfance et formation
Sarah Akanji grandit à Wiesendangen, près de Winterthour, dans le canton de Zurich.  
Elle étudie la politique et l'histoire à l'Université de Zurich et travaille comme employée de campagne électorale au secrétariat du parti socialiste. 

### Parcours politique
En 2019, Sarah Akanji est élue au Conseil cantonal de Zurich : elle obtient le meilleur résultat du district de Winterthour  et le quatrième meilleur résultat du canton. Elle siège au sein de la commission de l'éducation et de la culture. Elle combat en vain en 2021 une initiative cantonale de l'UDC visant à ce que la police doive « systématiquement mentionner la nationalité des suspects, des auteurs et des victimes dans leurs communiqués et lors de conférences de presse. ».  
En septembre 2022, elle annonce qu'elle ne se représentera pas en 2023. Elle explique sa décision par le fait qu'elle a été attaquée verbalement et diffamée à plusieurs reprises dans des courriers et des commentaires en ligne à caractère raciste et sexiste. Elle a également expliqué qu'elle souhaitait se concentrer sur ses études de master. 

### Parcours sportif
Sarah Akanji commence à jouer au football en 2002, dans des équipes de garçons.
Elle joue une saison en ligue nationale A, avec le FC Saint-Gall, mais doit mettre un terme à sa carrière au plus haut niveau après deux opérations de la hanche et une rupture des ligaments croisés.
En juin 2016, elle cofonde la première équipe féminine du FC Winterthur. 
Fin mai 2019, elle exige des excuses de la part des supporters du club de football du FC Schaffhouse, qui avaient ouvertement appelé à la violence contre les femmes sur une banderole,.

### Vie privée
Sarah Akanji vit à Winterthour.